# Paul Roca
Paul Roca o abbé Roca (Forques, 26 d'abril del 1830 - Nefiac, 10 de setembre del 1893) va ser un professor i sacerdot rossellonès que, després de propagar un cristianisme esotèric i social en diversos llibres, va ser condemnat per l'Església catòlica i acabà derivant en l'anticlericalisme.

## Biografia
La seva família s'instal·là a Pollestres, a la rodalia de Perpinyà. Va ser contractat com a mestre a Pollestres els cursos 1849-1851, i com a mestre substitut a Tuïr el 1851-1852 (amb 120 alumnes!). Atret pel sacerdoci, després d'una breu estada al Seminari de Perpinyà, el 1853 anà a París a estudiar a l'École des Hautes Etudes des Carmes, fundada tot just vuit anys abans. Allí coincidí amb el futur cardenal Lavigerie, fundador de la Société des missionnaires d'Afrique (els Pares Blancs).
En acabar els estudis va ser ordenat sacerdot a París per la diòcesi de Perpinyà el 29 de maig del 1858. Poc després, el bisbe Gerbet el nomenà professor del Seminari Menor de Prada, i s'hi estigué del 1858 al 1865. A Gerbé el succeí, el 1864, el bisbe Ramadié, i aquest tingué la pensada d'obrir el 1865 un gran col·legi catòlic al barri del Vernet de Perpinyà, la institució Sant Lluís Gonçaga i de nomenar-ne primer director l'abbé Roca. Quatre anys més tard, Roca afegí a la seva funció directiva el paper de cap d'estudis i l'ensenyament de filosofia. També rebé poc després (1869) el nomenament de canonge honorari però, paral·lelament, el bisbe nomenà superior de la Institució (un càrrec superior al de director) un prevere de fora de la diòcesi, l'abat de Chauliac, i Roca prengué aquest gest com una mostra de pèrdua de confiança per part del bisbe. El 1870, la proclamació de la Tercera República portà a Perpinyà un clima revolucionari amb elements d'anticlericalisme, i el Col·legi de Sant Lluís Gonçaga va ser requisat i transformat en hospital; mossèn Roca es deixà portar pels esdeveniments i trencà amb el col·legi i la diòcesi.
Sense l'autorització del bisbe, Roca s'establí a Barcelona, on durant deu anys fou instructor dels fills d'un ric industrial francès. Les seves idees liberals, socialistes i anti-romanes (en el sentit d'oposar-se al nou dogma de la infal·libilitat papal) feren que fos sancionat pel bisbe de Barcelona i pel de Perpinyà (Emile Caraguel). De tornada a França, demanà al bisbe Caraguel que li revoqués la sanció, i aquest ho feu el 1882, amb la condició que Roca es retirés un temps a Roma. A la Ciutat Eterna feu amistat amb Carlo Mari Curci, un teòleg jesuïta molt crític amb l'església romana, que dirigí la revista La Civiltà Cattolica i publicà obres amb molt de ressò, com Vaticano Regio (1883), que acabarien costant-li la suspensió a Divinis, l'expulsió de la Companyia de Jesús i que els seus llibres fossin inclosos a l'Índex de llibres prohibits. Fou a Roma que Roca escrigué la primera part del seu primer llibre Le Christ, le Pape et la Démocratie, que acabaria als Estats Units entre el 1883 i el 1884. De tornada a França, s'establí a Neuilly, i publicà diverses obres on anunciava la derrota del Vell Món, que identificava amb l'església catòlica i l'ultramuntanisme, i la vinguda del Món Nou, un procés de renovació que per les ciències aplicades o ocultes transformaria l'home, el món i la religió (la religió, la política i la societat). També escrigué articles a diverses publicacions periòdiques (Lotus, La Nouvelle Rome, Tribune Libre du Clergé, Ami de l'humanité, Voltaire, L'Aurore...) de caràcter esotèric o anticlerical.
Per respondre les qüestions filosòfiques i teològiques que el preocupaven, i que l'apartaven cada vegada més de l'església, Roca s'atansà vers la càbala i altres doctrines esotèriques, que es cultivaven al París de l'època en cercles, salons i publicacions minoritàries. Defensà la sinarquia , polemitzà amb la teòsofa Blavatsky el 1887 i el 1889 participà amb la lectura d'una ponència en el Congrès Spiritualiste International. El seu ideari, expressat públicament en llibres i articles, acabà comportant-li el 1889 el decret de condemna i d'inclusió a l'Índex de llibres prohibits de les tres obres publicades fins al moment (Le Christ, le pape et la démocratie, La crise fatale i La fin de l'Ancien Monde). I, per una nota del bisbe Gaussail de Perpinyà del 12 de novembre del 1890, la suspensió a divinis i la prohibició d'ostentar el títol de canonge honorari. De resultes, Roca derivà en un anticlericalisme furibund, que es manifestà en articles que publicà a L'Anti-clérical roussillonnais, i en la defensa de la classe obrera per mitjà de les idees socialistes. Gairebé cec i en situació de pobresa, passà els darrers anys de la seva vida a Pollestres, primer, i després i fins a la mort a casa d'una neboda a Nefiac.

## Obres
- Le Christ, le pape et la démocratie Paris: Garnier frères, 1884 (2 edicions)
- La crise fatale et le salut de l'Europe: étude critique sur les missions de M. de Saint-Yves Paris: Garnier frères, 1885 (5 edicions; 4a. ed., 1885)
- La Fin de l'ancien monde, les nouveaux cieux et la nouvelle terre Paris: J. Lévy, 1886
- Paul Roca L'Abbé Roca et les principes de la science et de la civilisation modernes devant les congrégations romaines Perpignan: typogr. de l'Indépendant, 1889
- Glorieux centenaire, 1889. Monde nouveau, nouveaux cieux, nouvelle terre, par l'auteur de "la Fin de l'ancien monde" Paris: A. Ghio, 1889
- L'abbé Gabriel et Henriette sa fiancée, novel·la rosa que aparegué per capítols a L'Anti-clérical (1890-1891)
- Nouvelle solution de la question sociale Paris: impr. de H. Jouve, 1886 (extret del Bulletin de la "Société d'études philosophiques et morales")
- L'Anti-clérical: organe catholique du socialisme chrétien, journal-revue hebdomadaire Perpignan, 1890-1891 (inicialment es titulava L'Anti-clérical roussillonnais; publicà 19 números en total) ISSN 2120-8794
- Le Socialiste chrétien: organe du socialisme de Jésus et des apôtres Paris: s.n., 1891-1892 (continuació de l'Anti-clérical, publicà 28 números) ISSN 2025-5411